# لیبرتاس (فیلم)
«لیبرتاس» (انگلیسی: Libertas (film)) فیلمی در ژانر زندگینامه‌ای است که در سال ۲۰۰۶ منتشر شد.